# Деммел, Фил
Фил Деммел — американский музыкант, известный как гитарист метал-групп Machine Head и Vio-lence. С 1985 года по 1993 год он играл в группе Vio-lence, приняв участие в записи трех студийных альбомов. После непродолжительного воссоединения коллектива в 2001-2003 годах, Деммел в качестве постоянного соло-гитариста присоединился к грув-метал-группе Machine Head. 26 октября 2018 года вместе с Дэйвом Макклейном он покинул группу по причине личных и музыкальных разногласий с Роббом Флинном. 

## Биография
В 1985 году Фил присоединился к треш-метал-группе Vio-lence, в составе которой он записал три полноформатных альбома. Помимо этого он, вдохновленный успехом дебютного альбома Machine Head, создал группу Torque, которая, однако, просуществовала недолго: записав один альбом в 1996 году группа распалась. После распада Vio-lence, Деммел присоединяется к Technocracy, с которой он записал альбом в 2001 году. В том же году Vio-lence воссоединяются, но, увы, ненадолго. Записав в 2003 году мини-альбом They Just Keep Killing, группа вновь распадается и на этот раз - окончательно.
К этому времени в Machine Head сложилась трудная ситуация: после ухода Ару Ластера группа лишилась соло-гитариста и тогда Робб Флинн, знакомый с Филом по Vio-lence, пригласил его отыграть несколько концертов. В итоге во время окончания записи пятого альбома Machine Head «Through The Ashes Of Empires» Фил Деммел стал полноправным членом группы . Для того альбома он записал гитарные партии к трем песням — «In The Presence Of My Enemies», «Days Turn Blue To Grey» и «Seasons Wither».
В 2007 году Фил участвовал в записи альбома «DDP 4 Life» группы Dublin Death Patrol.
В 2018 году покинул Machine Head из-за музыкальных разногласий с Роббом Флинном. По просьбе Керри Кинга принял участие в прощальном туре группы Slayer, в ходе которого заменил гитариста Гэри Холта, выбывшего из-за смерти отца.

### Личная жизнь
Деммел страдает потерей сознания и несколько раз падал в обморок во время концертов. Изначально сообщалось что это последствия обезвоживания организма, но позже сам Фил рассказал, что обмороки происходят из-за проблем с сердцем.
Фил является эндорсером гитар фирмы Jackson. У него есть именная модель под названием Demmelition King V. В 2013 году он участвовал в промотуре фирмы по Европе.

## Дискография

### Vio-lence
- Eternal Nightmare (1988)
- Oppressing the Masses (1990)
- Nothing to Gain (1993)

### Machine Head
- Through the Ashes of Empires (2003)
- The Blackening (2007)
- Unto the Locust (2011)
- Bloodstone & Diamonds (2014)
- Catharsis (2018)

### Kerry King
- From Hell I Rise (2024)